# Das Geheimnis von Sulphur Springs
Das Geheimnis von Sulphur Springs (Originaltitel: Secrets of Sulphur Springs) ist eine US-amerikanische Jugend-Mystery-Drama-Serie, die von Gwave Productions für die Walt Disney Company produziert wird. Die Serie wurde vom 15. Januar 2021 bis zum 5. Mai 2023 auf dem US-amerikanischen Disney Channel ausgestrahlt. Im deutschsprachigen Raum erfolgte die Erstveröffentlichung der Serie durch Disney+ am 16. Juli 2021. Im Januar 2024 wurde die Serie nach drei Staffeln abgesetzt.

## Handlung
Der 12-jährige Griffin Campbell zieht mit seiner Familie von Chicago nach Louisiana in das alte heruntergekommene Tremont Hotel in der Stadt Sulphur Springs. In der Hoffnung, dass sie das Hotel wieder auf Vordermann bringen können, übernehmen die Eltern von Griffin dieses. Die ganze Stadt glaubt, dass das Hotel vom Geist des Mädchens Savannah Dillon heimgesucht wird, die vor über 30 Jahren spurlos verschwunden ist. Als Griffin und seine neue beste Freundin und Klassenkameradin Harper Dunn versuchen, das Rätsel um das Schicksal von Savannah zu lösen, finden sie ein Portal, das sie in der Zeit zurückreisen lässt. In der Vergangenheit versuchen beiden nun des Rätsels Lösung zu finden, um Savannah vor ihrem unheilvollen Schicksal zu bewahren. Dabei müssen Griffin und Harper nicht nur einigen Fragen nachgehen und Geheimnisse aufdecken, sondern sich auch mit der Vergangenheit derjenigen Menschen auseinandersetzen, die ihnen am nächsten stehen.

## Produktion
Die Serie wurde ursprünglich als Pilotprojekt unter dem Arbeitstitel Sulphur Springs für den Disney Channel entwickelt. Im Laufe der Entwicklungsphase wurde die Serie an den Streamingdienst Disney+ weitergereicht, welcher eine Serienbestellung von der Besetzung abhängig machte. Während der Vorproduktion blieb die monatelange Casting-Suche ergebnislos, was zur Entscheidung seitens Disney+ führte, die Serie nicht weiterzuentwickeln. Daraufhin wurde die Vorproduktion unterbrochen und kehrte als Pilotprojekt zum Disney Channel zurück. Der Castingprozess wurde fortgesetzt, und zum damaligen Zeitpunkt waren bereits zwei Rollen besetzt. Im Oktober 2019 erteilte der US-amerikanische Disney Channel den Auftrag für eine 11-teilige erste Staffel mit einer Laufzeit von ca. einer halben Stunde. Ursprünglich war für die Folgen eine Laufzeit von ca. einer Stunde angedacht, was während des Entwicklungsprozess angepasst wurde.
Die Produktion sollte 2020 in New Orleans beginnen. Die Dreharbeiten zur Serie begannen Ende 2019 in Louisiana und wurden am 23. Februar 2020 aufgrund der COVID-19-Pandemie unterbrochen. Diese wurden am 5. Oktober 2020 wieder aufgenommen und am 6. November 2020 abgeschlossen. Die gesamte Serie wurde in Louisiana gedreht, darunter in St. Bernard Parish, New Orleans und Braithwaite. Am 23. April 2021 wurde die Serie durch den US-amerikanischen Disney Channel um eine zweite Staffel verlängert. Am 7. Februar 2022 wurde die Serie um eine dritte Staffel verlängert, die am 24. März 2023 Premiere hatte.
Am 30. Januar 2024 wurde berichtet, dass die Serie nach drei Staffeln abgesetzt wurde.

## Besetzung und Synchronisation
Die deutschsprachige Synchronisation entsteht nach den Dialogbüchern von Marie-Luise Schramm und Jessica Fields sowie unter der Dialogregie von Debora Weigert durch die Synchronfirma SDI Media Germany in Berlin.

### Hauptdarsteller
| Rolle                             | Schauspieler     | Hauptrolle (Folgen) | Nebenrolle (Folgen) | Synchronsprecher                                             |
| --------------------------------- | ---------------- | ------------------- | ------------------- | ------------------------------------------------------------ |
| Griffin Campbell                  | Preston Oliver   | 1.01–3.08           |                     | Rocco Maria Palmieri (Staffel 1) Moritz Hübscher (Staffel 2) |
| Harper Marie Dunn                 | Kyliegh Curran   | 1.01–3.08           |                     | Celina Gaschina                                              |
| Savannah Dillon                   | Elle Graham      | 1.01–3.08           |                     | Emilia Raschewski                                            |
| Zoey Campbell                     | Madeleine McGraw | 1.01–3.08           |                     | Victoria Glück (Staffel 1) Jada Zech (Staffel 2)             |
| Wyatt Campbell                    | Landon Gordon    | 1.01–3.08           |                     | Francis Fanselow                                             |
| Sarah Campbell                    | Kelly Frye       | 1.01–3.08           |                     | Marie Bierstedt                                              |
| Bennett „Ben“ Campbell Jr.        | Josh Braaten     | 1.01–3.08           |                     | Tobias Kluckert                                              |
| Bennett „Ben“ Campbell Jr. (jung) | Jake Melrose     | 1.01–3.08           |                     | Freddy Antoine Gerberon                                      |
| Jessica „Jess“ Dunn               | Diandra Lyle     | 1.02–1.11           | 2.01–3.08           | Anja Stadlober                                               |

### Nebendarsteller
| Rolle                      | Schauspieler           | Nebenrolle (Folgen)                   | Synchronsprecher     |
| -------------------------- | ---------------------- | ------------------------------------- | -------------------- |
| Topher Dunn                | Bryant Tardy           | 1.01–1.11                             | Tim Daxelhofer       |
| Topher Dunn                | Johari Washington      | 2.02–3.08                             | Tim Daxelhofer       |
| Jessica „Jess“ Dunn (jung) | Izabela Rose           | 1.01–1.09                             | Magdalena Montasser  |
| Bennett Campbell Sr.       | Jim Gleason            | 1.01–1.02, 1.04, 1.07–1.08, 2.04–2.06 | Erich Räuker         |
| Quinn                      | Chloe Guidry           | 1.01–1.02                             | Lana Finn Marti      |
| Becky                      | Trina LaFargue         | 1.01, 1.03, 1.06–1.08                 | Giovanna Winterfeldt |
| Mrs. Douglas               | Sherri Marina          | 1.01–1.02, 1.04, 1.09                 | Martina Treger       |
| Chris Dunn                 | Jermaine Williams      | 1.10–1.11                             | Tobias Schmidt       |
| Caroline                   | Jillian Batherson      | 1.10, 2.01–2.02, 2.05–2.08            | Giuliana Jakobeit    |
| Daisy Tremont              | Kyliegh Curran         | 2.01–2.07                             | Celina Gaschina      |
| Elijah Tremont             | Robert Ray Manning Jr. | 2.01–2.06                             | Tommy Morgenstern    |
| Sam Tremont (jung)         | Ethan Hutchison        | 2.01–2.07                             | Matti Pillmann       |
| Sam Tremont                | Eugene Byrd            | 2.01–2.08                             | Dietmar Wunder       |
| Mrs. Barker                | Mickie Pollock         | 2.02–2.03, 2.08                       | Brigitte Grothum     |
| Richter                    | Garrett Kruithof       | 2.04–2.06                             | Gerrit Hamann        |

### Gastdarsteller
| Rolle               | Schauspieler      | Gastrolle (Folgen) | Synchronsprecher     |
| ------------------- | ----------------- | ------------------ | -------------------- |
| Klassenkameradin #1 | Nala Hamilton     | 1.01–1.02          | Naomi Hadad          |
| Polizistin          | Kelly Lind        | 1.07–1.08          | Svantje Wascher      |
| Officer Derrick     | Dickson Obahor    | 1.08               | Samuel Zekarias      |
| Greg                | Werner Richmond   | 1.10, 2.03         | Reinhard Scheunemann |
| Mrs. Roth           | Leslie Castay     | 2.04–2.05          | Andrea Aust          |
| Allison Carter      | Tadasay Young     | 2.04, 2.08         | Marieke Oeffinger    |
| Sheriff             | Daniel Williamson | 2.05               | Tim Knauer           |
| Vorarbeiter         | Ameer Baraka      | 2.05               | Kaze Uzumaki         |
| Feuerwehrmann       | Victor Eli Hugo   | 2.06               | Paul Matzke          |
| Bankangestellte     | Nina Leon         | 2.07               | Mareile Moeller      |

## Episodenliste

### Staffel 1
| Nr. (ges.) | Nr. (St.) | Deutscher Titel       | Originaltitel                    | Erstausstrahlung (USA) | Deutschsprachige Erstausstrahlung (D/A/CH) | Regie              | Drehbuch            |
| ---------- | --------- | --------------------- | -------------------------------- | ---------------------- | ------------------------------------------ | ------------------ | ------------------- |
| 1          | 1         | Es war einmal         | Once Upon a Time                 | 15. Jan. 2021          | 16. Juli 2021                              | Jennifer Phang     | Tracey Thomson      |
| 2          | 2         | Irgendwo in der Zeit  | Somewhere in Time                | 15. Jan. 2021          | 16. Juli 2021                              | Fred Gerber        | Tracey Thomson      |
| 3          | 3         | Aus der Zeit          | Straight Outta Time              | 15. Jan. 2021          | 16. Juli 2021                              | Fred Gerber        | Charles Pratt Jr.   |
| 4          | 4         | Die Zeit ist gekommen | Time to Face the Music           | 22. Jan. 2021          | 16. Juli 2021                              | Patricia Cardoso   | Lindsey Klingele    |
| 5          | 5         | Die Zeit drängt       | Parsley, Sage, Rosemary and Time | 29. Jan. 2021          | 16. Juli 2021                              | Patricia Cardoso   | R. Lee Fleming Jr.  |
| 6          | 6         | Durch den Zeitstrudel | Time Warped                      | 5. Feb. 2021           | 16. Juli 2021                              | Robert J. Metoyer  | Elena Song          |
| 7          | 7         | Lange Zeit weg        | Long Time Gone                   | 12. Feb. 2021          | 16. Juli 2021                              | Robert J. Metoyer  | Katherine Kearns    |
| 8          | 8         | Dreh die Zeit zurück  | If I Could Turn Back Time        | 19. Feb. 2021          | 16. Juli 2021                              | Mary Lou Belli     | Tracey Thomson      |
| 9          | 9         | Wie die Zeit vergeht  | As Time Goes By                  | 26. Feb. 2021          | 16. Juli 2021                              | Mary Lou Belli     | Elena Song          |
| 10         | 10        | Im Hier und Jetzt     | No Time Like The Present         | 5. März 2021           | 16. Juli 2021                              | Charles Pratt, Jr. | R. Lee Fleming, Jr. |
| 11         | 11        | Von Zeit zu Zeit      | Time After Time                  | 12. März 2021          | 16. Juli 2021                              | Charles Pratt Jr.  | Charles Pratt Jr.   |

### Staffel 2
| Nr. (ges.) | Nr. (St.) | Deutscher Titel                   | Originaltitel           | Erstausstrahlung (USA)          | Deutschsprachige Erstausstrahlung (D/A/CH) | Regie             | Drehbuch           |
| ---------- | --------- | --------------------------------- | ----------------------- | ------------------------------- | ------------------------------------------ | ----------------- | ------------------ |
| 12         | 1         | Die Zeit wird es zeigen           | Only Time Will Tell     | 14. Jan. 2022 A                 | 21. Sep. 2022                              | Charles Pratt Jr. | Tracey Thomson     |
| 13         | 2         | Keine Zeit zu verlieren           | No Time to Waste        | 14. Jan. 2022 A                 | 21. Sep. 2022                              | Charles Pratt Jr. | Charles Pratt Jr.  |
| 14         | 3         | Auszeit                           | Time Out                | 19. Jan. 2022 B 21. Jan. 2022 C | 21. Sep. 2022                              | Kristin Windell   | R. Lee Fleming Jr. |
| 15         | 4         | Zur falschen Zeit am falschen Ort | Wrong Place, Wrong Time | 19. Jan. 2022 B 28. Jan. 2022 C | 21. Sep. 2022                              | Kristin Windell   | Lindsey Klingele   |
| 16         | 5         | Es ist an der Zeit                | It's About Time         | 19. Jan. 2022 B 4. Feb. 2022 C  | 21. Sep. 2022                              | Morenike Joela    | Carmen Rose Corea  |
| 17         | 6         | Krisenzeit                        | Crunch Time             | 19. Jan. 2022 B 11. Feb. 2022 C | 21. Sep. 2022                              | Morenike Joela    | Caroline Renard    |
| 18         | 7         | Zeit zu gehen                     | Check-out Time          | 19. Jan. 2022 B 18. Feb. 2022 C | 21. Sep. 2022                              | Robert J. Metoyer | Charles Pratt Jr.  |
| 19         | 8         | Gegen die Zeit                    | Time Is Not On Our Side | 19. Jan. 2022 B 25. Feb. 2022 C | 21. Sep. 2022                              | Robert J. Metoyer | Tracey Thompson    |

### Staffel 3
| Nr. (ges.) | Nr. (St.) | Deutscher Titel | Originaltitel         | Erstausstrahlung (USA)          | Deutschsprachige Erstausstrahlung (D/A/CH) | Regie                | Drehbuch                           |
| ---------- | --------- | --------------- | --------------------- | ------------------------------- | ------------------------------------------ | -------------------- | ---------------------------------- |
| 20         | 1         | —               | Time Won't Let Me     | 24. Mär. 2023 A                 | —                                          | Robert J. Metoyer    | Tracey Thomson                     |
| 21         | 2         | —               | Time in a Crystal     | 24. Mär. 2023 A                 | —                                          | Robert J. Metoyer    | Charles Pratt Jr.                  |
| 22         | 3         | —               | Closing Time          | 25. Mär. 2023 B 31. Mär. 2023 C | —                                          | Morenike Joela Evans | Caroline Renard                    |
| 23         | 4         | —               | Bad Judge of Time     | 25. Mär. 2023 B 7. Apr. 2023 C  | —                                          | Morenike Joela Evans | R. Lee Fleming Jr.                 |
| 24         | 5         | —               | Time Waits for No One | 25. Mär. 2023 B 14. Apr. 2023 C | —                                          | Kristin Windell      | Carmen Rose Corea                  |
| 25         | 6         | —               | Time Reveals All      | 25. Mär. 2023 B 21. Apr. 2023 C | —                                          | Kristin Windell      | Lindsey Klingele                   |
| 26         | 7         | —               | Scream Time           | 25. Mär. 2023 B 28. Apr. 2023 C | —                                          | Charles Pratt Jr.    | Avery Girion & R. Lee Fleming Jr.  |
| 27         | 8         | —               | Nick of Time          | 25. Mär. 2023 B 5. Mai. 2023 C  | —                                          | Charles Pratt Jr.    | Charles Pratt Jr. & Tracey Thomson |